# تی جی میلر
تی جی میلر (انگلیسی: T. J. Miller؛ زادهٔ ۴ ژوئن ۱۹۸۱) یک هنرپیشه و کمدین اهل ایالات متحده آمریکا است. وی از سال ۲۰۰۷ میلادی تاکنون مشغول فعالیت بوده‌است. 
میلر حرفه خود را با بازی در فیلم کلاورفیلد (۲۰۰۸) آغاز کرد‌. او بیشتر برای بازی در سریال دره سیلیکون (۲۰۱۷-۲۰۱۴) که از شبکه اچ‌بی‌او پخش می‌شد، شهرت دارد. او برای این نقش دو بار، در سال‌های ۲۰۱۵ و ۲۰۱۶ نامزد دریافت جایزه گزینش منتقدان تلویزیون بهترین بازیگر نقش مکمل در سریال کمدی شده‌است. میلر ایفاگر نقش ویزل در دنیای سینمایی مارول در فیلم‌های ددپول (۲۰۱۶) و دنباله آن ددپول ۲ (۲۰۱۸) است. 
او همچنین به عنوان صداپیشه در انمیشن‌های چگونه اژدهای خود را تربیت کنیم (۲۰۱۰)، یوگی خرسه (۲۰۱۰)، چگونه اژدهای خود را تربیت کنیم ۲ (۲۰۱۴)، شش قهرمان بزرگ (۲۰۱۴)، فیلم شکلک (۲۰۱۷)، عصر یخبندان: ماموت کریسمس (۲۰۰۸-۲۰۰۷)، آبشار جاذبه (۲۰۱۴-۲۰۱۲) و  بابای آمریکایی! (۲۰۱۴-۲۰۱۳) حضور داشته‌است. 

## فیلم‌شناسی

### فیلم
- کلاورفیلد (۲۰۰۸)
- او از سطح من بالاتر است (۲۰۱۰)
- چگونه اژدهای خود را تربیت کنیم (۲۰۱۰)
- توقف‌ناپذیر (۲۰۱۰)
- یوگی خرسه (۲۰۱۰)
- سفرهای گالیور (۲۰۱۰)
- برادر ابله ما (۲۰۱۱)
- جستجوی دوستی برای آخرالزمان (۲۰۱۲)
- دوران راک (۲۰۱۲)
- چگونه اژدهای خود را تربیت کنیم ۲ (۲۰۱۴)
- تبدیل‌شوندگان: عصر انقراض (۲۰۱۴)
- شش قهرمان بزرگ (۲۰۱۴)
- ددپول (۲۰۱۶)
- فیلم شکلک (۲۰۱۷)
- نوچه ۲ (۲۰۱۷)
- بازیکن شماره یک آماده (۲۰۱۸)
- ددپول ۲ (۲۰۱۸)
- زیر آب (۲۰۲۰)
- جایگزین (۲۰۲۰)

### تلویزیون
- عصر یخبندان: ماموت کریسمس (۲۰۰۸-۲۰۰۷)
- آبشار جاذبه (۲۰۱۶-۲۰۱۲)
- بابای آمریکایی! (۲۰۱۴-۲۰۱۳)
- دره سیلیکون (۲۰۱۷-۲۰۱۴)